# Den långa flykten
Den långa flykten (engelska: Watership Down) är Richard Adams debutroman från 1972. Det är en äventyrsberättelse om en flock vildkaniner som bestämmer sig för att bryta upp från sina ängar, hotade av människornas framfart, för att söka sig en ny boplats. 
Boken har av svenska experter utsetts som en av världens 100 bästa böcker, och återfinns därför på listan Världsbiblioteket.